# Maurice Deschodt
Pour les articles homonymes, voir Deschodt.
Maurice Deschodt, né le 10 juillet 1889 à Cassel (Nord) et mort le 20 janvier 1971 à Hazebrouck, est un peintre, sculpteur et facteur de géants français.
Collaborateur proche de César Pattein, qui devient par ailleurs son beau-père en 1919, Maurice Deschodt a produit des œuvres très variées. Nombreuses de ses peintures et paysages flamands aux scènes champêtres et aux ciels lumineux agrémentent encore de nos jours des lieux religieux ou profanes de la région d'Hazebrouck et de Cassel.

## Géants
En compagnie de son épouse Georgette Pattein, fille du peintre César Pattein, il est à l'origine de la création de nombreux géants typiques aux Flandres françaises, dont : 
- Tisje-Tasje, géant d'Hazebrouck, en 1947.
- Arthurine, géante de Bourbourg, en 1947.
- Gédéon, nouvelle version du géant de Bourbourg, en 1947[2].
- Gargantua, géant du carnaval de Bailleul, en 1947. Cette troisième version du personnage disparaîtra lors de l’incendie du hangar de la Société Philanthropique de Bailleul, le 25 août 1962[3].
- Jean le Bucheron, seconde version du géant de Steenvoorde, en 1948[4]. Il sera à nouveau remplacé en 2015 par une version modernisée créée dans l'atelier de Toni Mujal (Catalogne espagnole).
- Aliboron III, baudet géant d'Estaires, en 1948[5].
- Restauration du Reuze, géant historique de Dunkerque ayant survécu aux bombardements de la Seconde Guerre mondiale, en 1951[6].
- Belle Roze, géante d'Ardres, en 1954[7].
- Clément le Marchand de Moules, géant de Calais, en 1954[8].
- Come l'Atrébate, géant d'Arras, en 1955.
- Belle Lyse, géante de Saint-Omer, en 1956.
- Batisse, seconde version du géant de Boulogne-sur-Mer, en 1956.
- Zabelle, seconde version de la géante de Boulogne-sur-Mer, en 1956[9].
- Toria, géante d'Hazebrouck, en 1960.
- Anne Delavaux, géante de Lomme, en 1960.

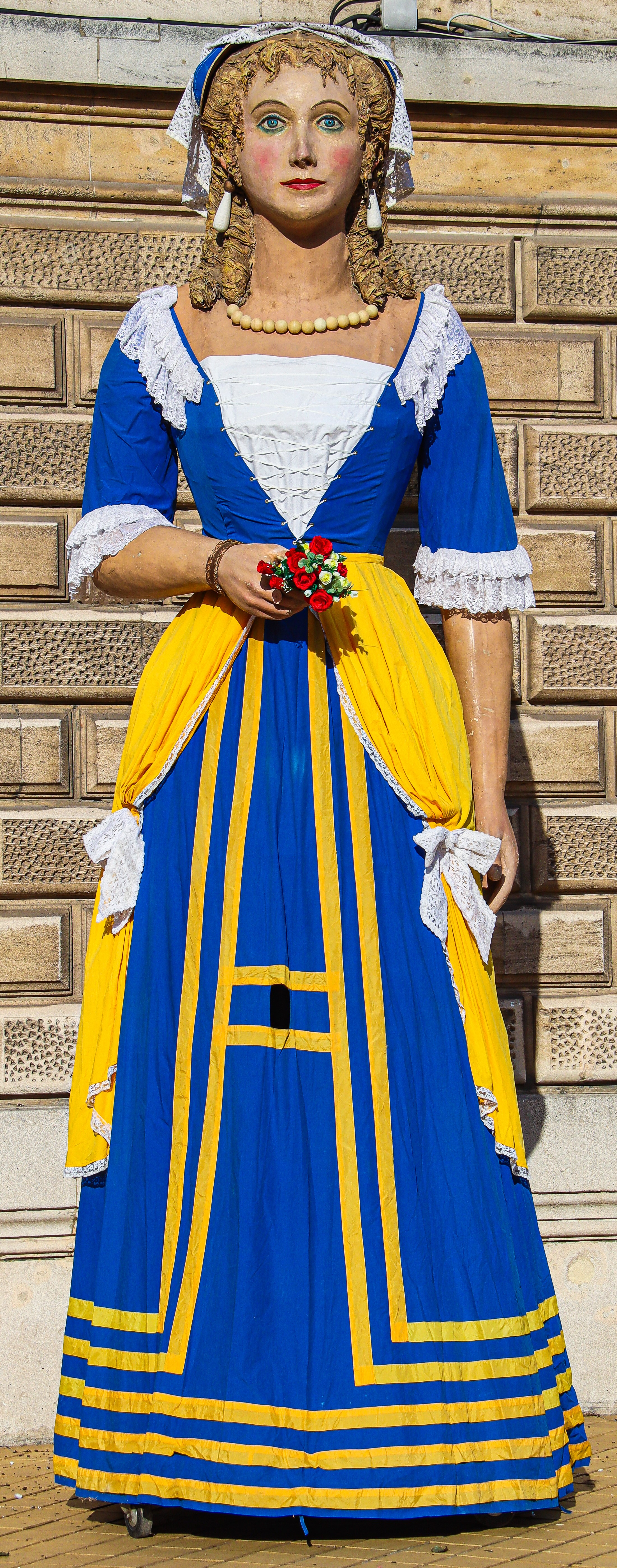
Belle Roze, géante d'Ardres